# 榊原政礼
榊原 政礼（さかきばら まさのり）は、江戸時代後期の常陸国谷田部藩の世嗣。

## 生涯
越後国高田藩主・榊原政令の三男として誕生した。母は側室の久米氏。
文政10年（1827年）7月、常陸国谷田部藩嫡子・細川興祥の養子となり、細川 興民（ほそかわ おきたみ）と名乗る。文政11年（1828年）、興祥の死により谷田部藩嫡子となるが、天保2年（1831年）4月13日、廃嫡され、実家の榊原家に戻った。
のち、長男の榊原政敬が越後国高田藩榊原家の家督を継いだ。娘の晴は榊原政愛の養女となり、井伊直安の正室となった。
なお、細川家は興祥の養父・細川興徳が筑後久留米藩有馬家より興建を婿養子に迎えた。

## 系譜
父母
- 榊原政令（1776-1861）
- 久米氏 - 側室
- 細川興祥（元養父）
- 細川興徳（元養祖父）

正室
- 鐸（1810-？、細川興祥長女、元妻）
- 石毛氏

子女
- 榊原政敬 （1843-1927）母は石毛氏
- 晴 - 井伊直安正室（？-1882）母は石毛氏